# کووپین
کووپین (به لهستانی:  Kołpin) یک روستا در لهستان است که در گمینا ترسپول واقع شده‌است.